# Jakub Lysek
Jakub Lysek (* 1. ledna 1989 Olomouc) je český politolog a vysokoškolský pedagog.

## Život a kariéra
Narodil se v roce 1989. V letech 2008 až 2011 na Katedře politologie a evropských studií Filozofické fakulty Univerzity Palackého studoval bakalářské studium v oborou politologie. Magisterský titul poté získal nejprve v roce 2013 v oboru politologie a poté navíc v roce 2014 v oboru Evropské právo. V roce 2017 poté získal v oboru politologie doktorský titul. V rámci svého magisterského studia krátce studoval nejprve v roce 2012 na Michiganské univerzitě a v roce 2013 poté na Katholieke Universiteit Leuven.
K roku 2024 pracoval jako odborný asistent na své alma mater. Zabývá se mimo jiné lokální samosprávou, volebním chováním a kvantitativním výzkumem v politologii. V roce 2015 se stal členem ECPR Standing Group on Local Governments. Opakovaně byl hostem v řadě různých médií, kde poskytoval komentáře k aktuálnímu politickému dění k řadě různých témat.